# Sphinx dollii
Sphinx dollii is een vlinder uit de familie van de pijlstaarten (Sphingidae). De wetenschappelijke naam van de soort werd in 1881 gepubliceerd door Berthold Neumoegen. De soort werd vernoemd naar de verzamelaar Jacob Doll, die er een mannetje van ving in Prescott (Arizona).